# Paprč
Vrchol Paprč je třetí nejvyšší bod Drahanské vrchoviny, který leží na rozhraní katastrálních území obcí Benešov a Kořenec v okrese Blansko. Jeho nadmořská výška činí 721 metrů.

## Rozhled
Vrchol je zalesněný a nenabízel výhled do krajiny, což ovšem změnily holoseče okolního lesního porostu v rámci kůrovcové kalamity. Zhruba 150 metrů západně od vrcholu se nachází golfové hřiště, ze kterého je rozhled západním směrem. V roce 2015 existoval plán na výstavbu nové, 45 metrů vysoké rozhledny, která by navázala na tradici rozhledny, která na Paprči stávala v minulosti. Ta byla postavena v dubnu 1918 Rakousko-Uherskou armádou, byla vysoká 35 metrů a sloužila k měření krajiny.

## Historie
V roce 1911 byla v blízkosti vrcholu vykopána švédská podkova.

## Ochrana přírody
Vrchol i okolí jsou součástí přírodního parku Řehořkovo Kořenecko.

## Vodstvo
Východní a severní svah je odvodňován říčkou Bělá, na západ teče Kořenecký potok a jižně od vrcholu pramení Benešovský příkop.

## Geologie
Na východní straně kopce se ukryté v lese nacházejí skalní útvary známé jako Komárkovy skály.

## Přístup
Přímo k vrcholu nevede žádná turisticky značená trasa, dá se na něj však dostat po lesní cestě. Po ní je možné se vydat například od turistického rozcestníku Pod Paprčí, kde se potkávají dvě turistické trasy: 
- modrá na trase Čebín - Blansko - Sloup - Pavlov, která od rozcestníku dále pokračuje ve směru Kořenec - Pohora - Jaroměřice - Nectava - Javoříčko
- žlutá turistická trasa, která tu začíná a vede ve směru na Benešov - Suchý - Protivanov - Malé Hradisko

Pod vrcholem u obce Kořenec je též výchozí bod tří značených běžkařských okruhů.

## Fotogalerie

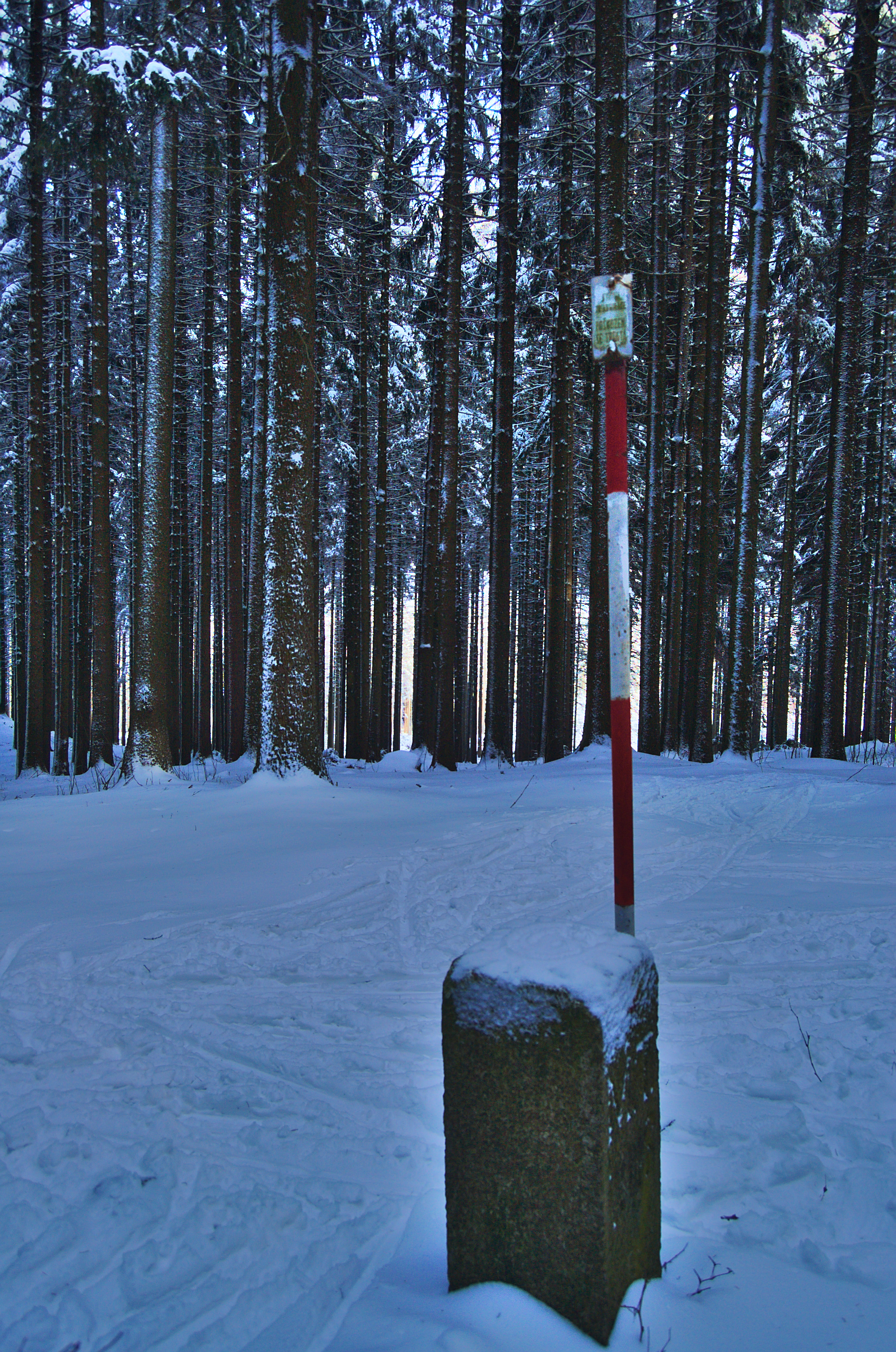
Vrchol před odlesněním
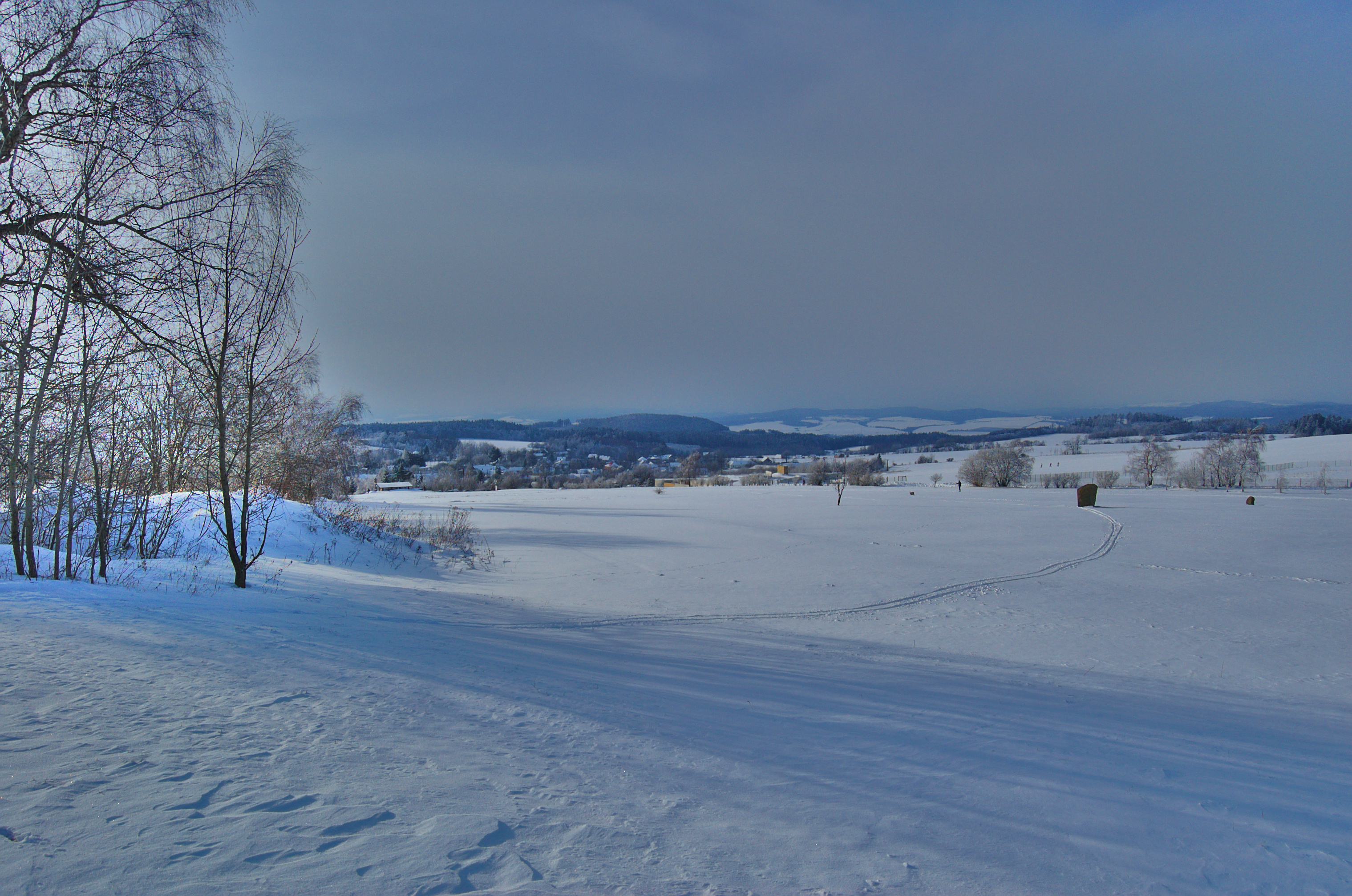
Golfové hřiště na západ od vrcholu
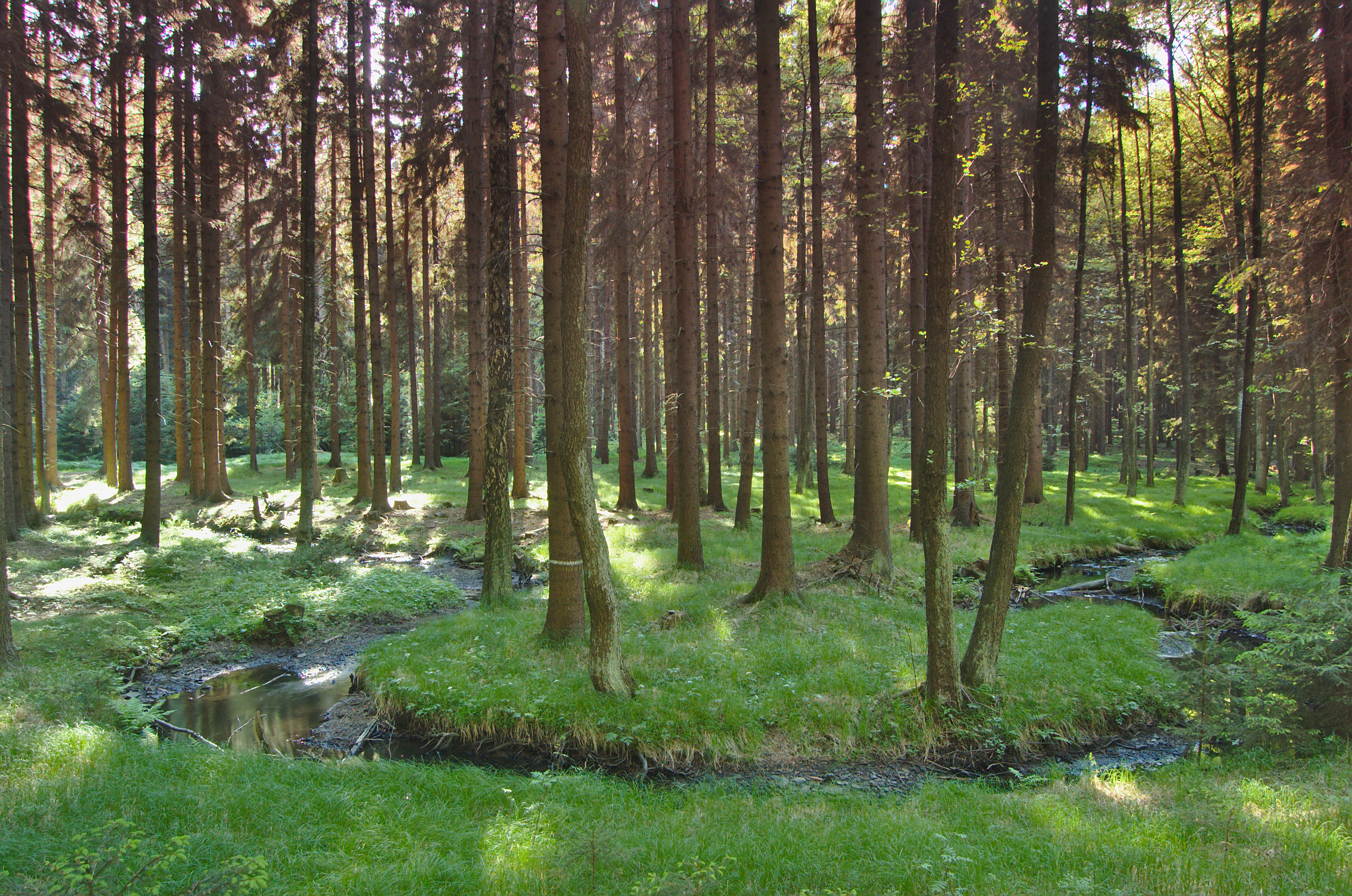
Meandr Bělé východně od vrcholu
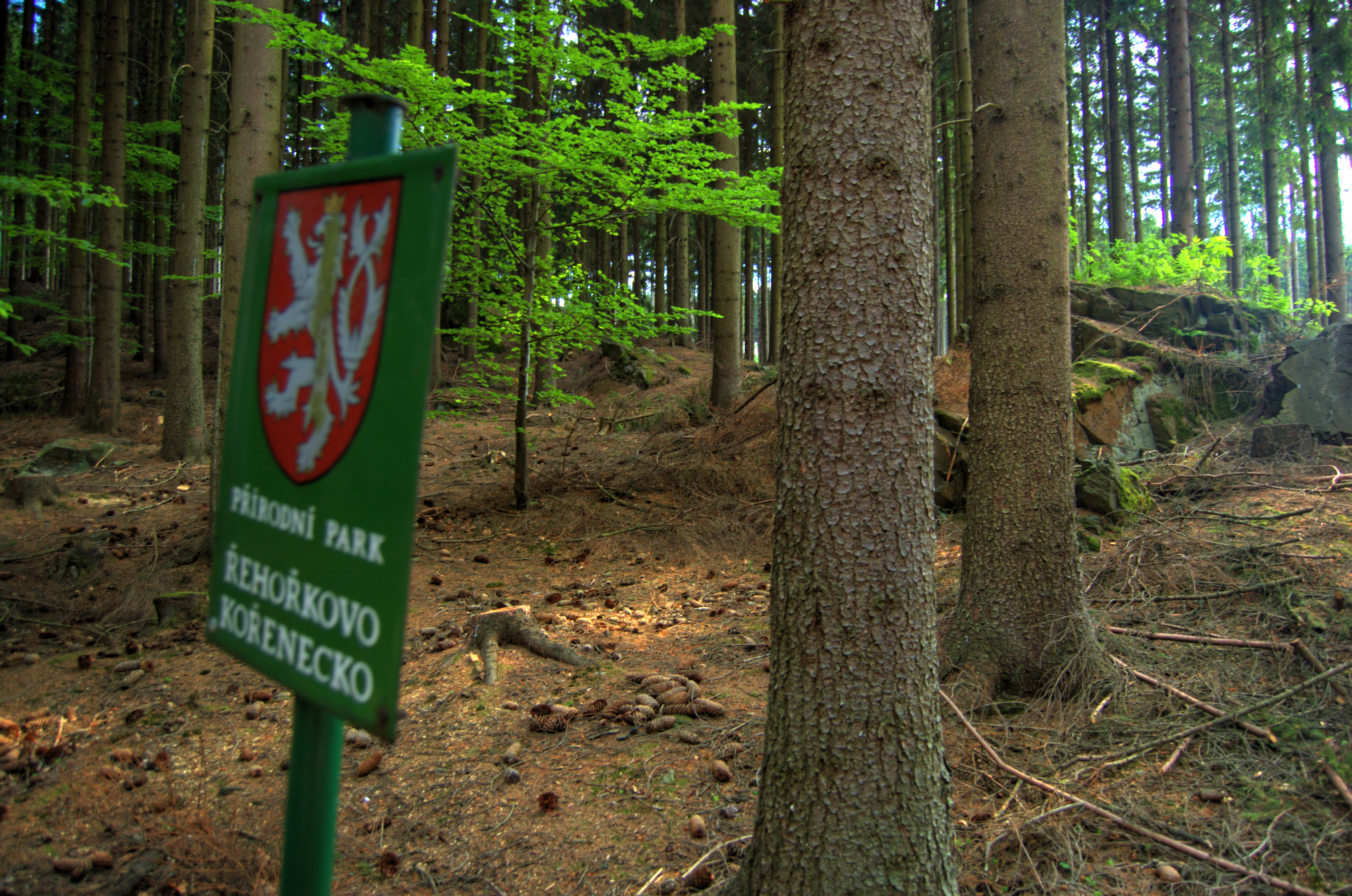
Skalní útvary severně od vrcholu